# Élie Yazbek
Élie Yazbek, né en 1971 à Beyrouth, est un chercheur en études cinématographiques, dramaturge, metteur en scène et vidéaste libanais d'expression française et arabe. Il a publié Regards sur le cinéma libanais (1990-2010) (L'Harmattan), Montage et Idéologie dans le cinéma américain contemporain (EUE) et plusieurs pièces de théâtre en langue française, dont Orage d'été (2001), produite au Centre Wallonie-Bruxelles à Paris, et Les Autres Enfants de Dieu (2003). Il a coordonné les ouvrages Savoirs de Frontières (L’Harmattan, en collaboration avec Sylvie Dallet) et Images et Éthique (L’Harmattan). Il a collaboré à diverses revues spécialisées pour des articles sur le cinéma, la poésie... Il a également réalisé plusieurs courts-métrages et documentaires, dont Confusions, Le Souffle du néant, À la recherche de Fouad Abou Abdallah, Before After, Silwan, La guerre du Liban n'a pas eu lieu...
Élie Yazbek est actuellement directeur de l'Ecole doctorale en science de l'homme et de la société (EDSHS) à l'Université Saint-Joseph de Beyrouth . Il a été directeur de l'Institut d'études scéniques audiovisuelles et cinématographiques (IESAV) de l'Université Saint-Joseph de Beyrouth entre 2011 et 2020.

## Regards sur l'œuvre
Le cinéma libanais contemporain est le centre de ses recherches actuelles.
La mémoire (l'oubli, l'amnésie), la crise identitaire, la crise de la représentation, l'Histoire, telles sont certaines des thématiques principales traitées dans les travaux d'Élie Yazbek. Dans Orage d'été, il traite de la place de l'individu, dans la période de l'après-guerre au Liban, dans une société corrompue. Le personnage principal, déçu et dégoûté, est nostalgique de ce qu'il appelle « les jours heureux de la guerre » qui permettaient d'espérer alors que la situation de l'après-guerre ne le permet plus. Dans le huis clos Les Autres Enfants de Dieu, il met l'accent sur l'impossibilité de l'amour, chose qui ne peut plus qu'engendrer des monstres. Dans son pseudo-documentaire À la recherche de Fouad Abou Abdallah, il recompose sa version de l'histoire du Liban à travers les pérégrinations d'un personnage qu'il présente comme très controversé, montrant comment la falsification historique peut s'avérer convaincante et crédible.

## Les autres facettes
Élie Yazbek est également l'auteur de plusieurs installations audiovisuelles, dont Ah les beaux jours de la guerre et Who is Elie Yazbek ?. Les thématiques de l'identité et de la mémoire sont au centre de ses œuvres.

## Liste des œuvres
Sélection :
- Science Fiction and Religion (Ed), Journal of Religion, Film, and Media (JRFM.eu), issue 6, Universities of Graz, Hull, Lausanne, Marburg, Munich, and Villanova, Ed. Schuren, mai 2020[1]
- Formes narratives et co-production dans les cinémas des pays arabes (Ed, avec José Moure et Wissam Maouad), Regards, numéro 24, IESAV, Ed. Université Saint-Joseph de Beyrouth, octobre 2020[2]
- Le super-héros au cinéma (Ed), Editions Orizons, Coll. Cinématographie, aout 2017[3]
- Savoirs de frontières, co-direction avec Sylvie Dallet (ouvrage collectif), éditions L'Harmattan, 2014
- Regards sur le cinéma libanais (1990-2010), essai, éditions L'Harmattan, 2012[4]
- Montage et Idéologie dans le cinéma américain contemporain, essai, Éditions universitaires européennes, 2010.
- Images et Éthique (1990-2010), direction (ouvrage collectif), Éditions L'Harmattan, 2010
- Les Autres Enfants de Dieu, pièce de théâtre, collection Téatro, 2003.
- Orage d’été, pièce de théâtre, collection Les Blés d’Or, Téatro, 2001. Création de la pièce au Centre Wallonie-Bruxelles, Paris, juin 2001.
- La guerre du Liban n'a pas eu lieu, documentaire, 2008
- Silwan, documentaire, 2008
- Avant Après, vidéo, 2006 (inspirée de la guerre au Liban en juillet-août 2006)
- Qui est Élie Yazbek ?, installation, 2005
- Le Souffle du néant, documentaire, 2003
- From Shade to light, The Pierre Abou Khater Story, documentaire, 2002
- À la recherche de Fouad Abi Abdallah, documentaire, 2001
- Le Liban dans la Préhistoire, documentaire, 2000

## Citations
« Je ne me souviens plus pourquoi je t’ai aimé... Tu t’en souviens, toi ? » (Les Autres Enfants de Dieu)
« Ensemble, on va s’unir..., créer notre milice, une nouvelle milice exemplaire et propre..., reprendre notre guerre... » (Orage d'été)